# (9452) Rogerpeeters
(9452) Rogerpeeters est un astéroïde de la ceinture principale.

## Description
(9452) Rogerpeeters est un astéroïde de la ceinture principale. Il fut découvert le 27 février 1998 à La Silla par Eric Walter Elst. Il présente une orbite caractérisée par un demi-grand axe de 2,60 UA, une excentricité de 0,30 et une inclinaison de 4,0° par rapport à l'écliptique.

## Compléments